# Pablo Cruz Guerrero
Pablo Cruz Guerrero (México D. F., 2 de febrero de 1984) es un actor mexicano, conocido por su participación en telenovelas, series, obras de teatro y cine, tanto en México como en España y en Estados Unidos para la comunidad hispanohablante.

## Biografía
Pablo Cruz-Guerrero de la Concha, nació en Ciudad de México, el 2 de febrero de 1984. 
En El sexo débil está acreditado como Pablo Crúz. Es conocido como Pablo Cruz o como Pablo Cruz Guerrero, escribiendo su primer apellido separado, aunque es compuesto: Cruz-Guerrero.
Es el menor de tres hermanos. Los otros dos son Rafael y María José, a los que se encuentra muy unido.
Tiene entre sus aficiones el deporte, la cocina y la pintura. Ha participado en varias causas benéficas a favor de Dona en vida y Sin maíz no hay país, manifestándose pacíficamente ante la empresa Monsanto.
Ha estudiado la carrera de interpretación en el Centro de Educación Artística de Televisa (CEA), después de unos años en la carrera de Administración.
Cuenta con varias obras de teatro a sus espaldas. Las nueve primeras representadas en Distrito Federal y Veracruz. Algunas de ellas son: Las brujas de Salem y Las heridas del viento donde da vida a David Duque, un joven que a la muerte de su padre, descubre unas cartas de amor, de este a otro hombre; y decide así, enfrentar al amante de su progenitor.
Es mayormente conocido por las telenovelas en que ha participado como Palabra de mujer (2007-2008), junto a Otto Sirgo con quien también ha trabajado en la obra teatral Las heridas del viento (2010). Después, le siguieron pequeños papeles en Querida enemiga y Mi pecado y su gran oportunidad llegó en Cuando me enamoro con el personaje de Daniel.
En el cine ha realizado El estudiante (2009) junto a los primeros actores, Jorge Lavat, Norma Lazareno y José Carlos Ruiz entre otros. Allí interpreta a Santiago, personaje enamorado de Carmen (Cristina Obregón). Película premiada hasta en seis categorías en el XL Festival de las Diosas de Plata y tercera en el 25 Festival de Cine Latino de Chicago.
Además, forma parte del reparto de Pobres Divas, también llamada From Prada to Nada, como Gabriel Domínguez Jr. con los actores Kuno Becker, Adriana Barraza, Camilla Belle, Begoña Narváez y Alexa Vega. 
Posteriormente trabaja para Argos Televisión en donde fue uno de los protagonistas de la serie El sexo débil donde pone rostro a Bruno Camacho, personaje en conflicto con su padre, por ser homosexual y que lleva un centro de acogida para servir a ex-drogadictos y mujeres maltratadas.

## Filmografía
| Año       | Título                           | Rol                   | Notas                                                          |
| --------- | -------------------------------- | --------------------- | -------------------------------------------------------------- |
| 2008–2010 | La rosa de Guadalupe             | RománMartínAndrésIan  | Invitado 4 episodios, serie de TV                              |
| 2010      | Cuando me enamoro                | Daniel                | Elenco principal, serie de TV (39 episodios)                   |
| 2011      | El sexo débil                    | Bruno Camacho         | Recurring role                                                 |
| 2013–2014 | Por siempre mi amor              | Daniel                | Elenco recurrente; serie de TV (102 episodios)                 |
| 2016      | El hotel de los secretos         | Felipe Alarcón        | Elenco recurrente; serie de TV (78 episodios)                  |
| 2016      | Perseguidos                      | Emiliano Molina       | Elenco recurrente; serie de TV (18 episodios)                  |
| 2017      | Paquita la del Barrio            | Nicolás               | Elenco recurrente; serie de TV (9 episodios)                   |
| 2017–2018 | Papá a toda madre                | Alejandro Villaseñor  | Elenco recurrente; serie de TV (4 episodios)                   |
| 2021      | Luis Miguel: the Series          | Patricio Robles       | Elenco principal, serie de TV Netflix (temporadas 2–3)         |
| 2025      | Chespirito: Sin querer queriendo | Roberto Gómez Bolaños | Protagonista, miniserie biográfica de TV HBO Max (8 episodios) |

### Películas
| Año  | Título                       | Rol                    | Notas                          |
| ---- | ---------------------------- | ---------------------- | ------------------------------ |
| 1998 | Hairshirt                    | Checkout Guy at Market |                                |
| 2008 | Casi divas                   | Empleado de producción |                                |
| 2009 | El estudiante                | Santiago               |                                |
| 2011 | From Prada to Nada           | Gabriel Dominguez Jr.  | Elenco principal, película     |
| 2013 | Milagro en Praga             | Pedro                  |                                |
| 2013 | Drifting Part 1              | Nico                   | Elenco principal, cortometraje |
| 2015 | Las horas contigo            | Manuel                 |                                |
| 2019 | Solteras                     | Gabriel                |                                |
| 2019 | En las buenas y en las malas | Erik                   | Elenco principal, película     |

### Teatro
- Las heridas del viento (2010)
- La hija de Rappaccini (2009)
- Las brujas de Salem (2008)
- Las tres hermanas (2008)
- Balas sobre Broadway (2007)
- ¡Qué ruina de función! (2007)
- Tartufo (2007)